# 聖夜の奇跡
『聖夜の奇跡 あなたの好きな愛はどれ?』（せいやのきせき あなたのすきなあいはどれ?）は、1995年12月23日にフジテレビ系列の「ゴールデン洋画劇場 ドラマスペシャル」枠で放送されたテレビドラマ。

## 概要
- 全3話からなるオムニバスドラマである。各々の主演に観月ありさ、中山美穂、宮沢りえという人気女優を揃えたことで話題となった。
- 金城武、真田広之など日本以外でも人気のある俳優を揃えた事から中国、香港や台湾などでも同時放送された。なお、第3話に出演している金城は今作が日本のテレビドラマへの初出演となった[1]。

## 第1話「イヴなんていらない」

### ストーリー
CMモデルのいづみは撮影の合間に彼氏のタケシへ電話をかけようとするが、公衆電話が見つからず、仕方なく偶然携帯電話を持っていた高木に電話を借りる事になるのだが…。

### 出演
- 広瀬いづみ：観月ありさ
- 高木雅人：三上博史
- ゆかり：高島礼子
- 岡本麗
- 遊園地のおじさん：泉谷しげる
- CMディレクター：古田新太
- タケシ：藤木直人
- 新穂えりか
- 山下晃彦
- 桃生亜希子
- 小池洋子

## 第2話「聖者が街にやってくる -Santa Claus is Coming to town-」

### ストーリー
お人好しな強盗カップルのさつきと英二は、銀行強盗をした後警察から逃れるためにケーキ屋に身を潜めるが、そこで出会った子供達の為に2人はクリスマスケーキを作ることになる。

### 出演
- 野々村さつき：中山美穂
- 野々村英二：真田広之
- 保育士：牛尾田恭代
- 篠崎隼兵
- 矢部桃子

## 第3話「東京的聖誕節」

### ストーリー
日本の大学に入るために勉強中の台湾の留学生・ウーと美容師の見習いとして上京してきた聡子。2人はそれぞれ少し背伸びして、おしゃれなクリスマスイヴを過ごそうとするも、ことごとく失敗し落ち込む。だが、イヴが終わるギリギリになった時、等身大のハッピーなクリスマス・イヴに2人は出会う…。

### 出演
- 秋本聡子：宮沢りえ
- ウー・ジョンミン：金城武
- 萬勃成
- 頼雨豪
- 酒井敏也
- 伴美奈子
- 佐戸井けん太
- 酒井美紀

## スタッフ
- 企画：山田良明
- 演出：下山天「第1話）、信藤三雄（第2話）、杉田成道（第3話）
- 脚本：浪江裕史（第1話）、坂元裕二（第2話）、横内謙介（第3話）
- 撮影技術：秋葉武男（第3話）
- プロデューサー：石本幸一、山田良明